# Versace rojo de Cindy Crawford
El Versace rojo de Cindy Crawford se refiere al vestido de noche de Versace llevado por la supermodelo Cindy Crawford en la 63.ª ceremonia de entrega de los Premios Óscar el 25 de marzo de 1991. El vestido era largo y de color rojo, con una vertiginosa abertura lateral, tirantes diagonales cruzados en la espalda y escote corazón con pico muy pronunciado. La modelo, acompañada por su entonces novio, el actor Richard Gere, de moda tras protagonizar el gran éxito de taquilla Pretty Woman (1990), presentó el Oscar a la Mejor Escenografía junto a Susan Sarandon. La alfombra roja de los Óscar de 1991 representó la primera ocasión oficial donde Gere y Crawford se mostraron públicamente como pareja y demostró que las nuevas supermodelos también podían acudir a grandes ceremonias y eventos de la industria del entretenimiento.

## Recepción
El vestido de inspiración bondage tuvo una influencia importante en la moda a inicios de los años 1990, y numerosas copias y falsificaciones fueron producidas. Al igual que más tarde el modelo de Gwynet Paltrow con el rosa, volvió a poner de moda el rojo. El vestido y la fama que generó a Crawford también repercutió en el estatus de Gere en ese momento. El Variety's Complete Book of Oscar Fashion dijo "Cindy Crawford está a la altura del término "supermodelo" con este vestido de Versace rojo chile picante. Ella y su apuesto prometido Richard Gere podrían haber sido la pareja más atractiva en la entrega de premios."
En una encuesta de Debenhams publicada en The Daily Telegraph el icónico vestido fue votado como el duodécimo mejor vestido sobre la alfombra roja de todos los tiempos. Otra encuesta realizada en 2010 por la página web offerssupermarket.co.uk colocó el vestido de Crawford en décimo lugar entre los atuendos más memorables de los últimos cincuenta años, elegido por el 44% de votantes. La revista digital News & Celebrity Style Now colocó el Versace rojo entre los diez mejores vestidos aparecidos en la alfombra roja de los Óscars.
Cindy Crawford volvió a lucir un modelo parecido para la gala MET 2018.